# Иноуэ, Хонока
Хонока Иноуэ (яп. 井上 ほの花 Иноуэ Хонока, род. 9 февраля 1998 года, префектура Канагава, Япония) — японская сэйю и певица. Дочь сэйю Кикуко Иноуэ.

## Биография
Хонока Иноуэ родилась 9 февраля 1998 года в префектуре Канагава в семье сэйю Кикуко Иноуэ.
В 2015 году Иноуэ дебютировала в индустрии развлечений в качестве певицы, исполнив под мононимом Хонока песню «Koi Maboroshi (Love Fantasy)» (яп. 恋幻想(Love Fantasy)), позже вошедшую в саундтрек одной из игр серии Taiko no Tatsujin. В начале декабря вошла в состав юниорской группы сэйю агентства талантов Office Anemone, клиенткой которого является её мать. Первой работой Хоноки Иноуэ в качестве сэйю стала роль Сирорин 2 в полнометражном аниме-фильме Shimajiro to Ehon no Kuni ni (2016), в котором её мать получила роль безымянной матери Симадзиро. В этом же году озвучила небольшие роли в аниме-сериалах Danganronpa 3: The End of Hope’s Peak High School и Maho Girls PreCure!, и исполнила песни «Netemonetemo» (яп. ネテモネテモ Нэтэмо нэтэмо) и «Sekai wa Itsu Demo Mystery» (яп. 世界はいつでもミステリー Сэкай ва ицудэмо мисутэри:, «Мир — загадка завсегда»), которые также были включены в игры серии Taiko no Tatsujin. 28 декабря 2016 года выпустила на лейбле Clinck Records свой дебютный мини-альбом First Flight (яп. ファースト・フライト Фа:суто фурайто, «Первый полёт»).
В феврале 2017 года Кикуко и Хонока Иноуэ озвучили безымянных мать и дочь в японском дубляже ONA-сериала Pokémon Generations. За этот же год Хонока получила роли Альмы в аниме-сериале In Another World With My Smartphone, Фираколрибии Дорио в Shuumatsu Nani Shitemasuka? Isogashii Desuka? Sukutte Moratte Ii Desuka?, Сакуры Танаки в Tsuki ga Kirei и Руби Адзуми в мобильной видеоигре Between the Sky and Sea. 28 июня 2017 года в продажу поступил её дебютный сингл «Sparkling Chinatown» (яп. スパークリング・チャイナタウン Супа:курингу Тяйнатаун, «Сверкающий Чайнатаун»).
В 2018 году Иноуэ вернулась к роли Руби в аниме-адаптации Between the Sky and Sea. В этом же году озвучила председательницу ученического совета в аниме-сериале Asobi Asobase, Сакуру Удзуки в Pazudora и других героинь.
В 2021 году Иноуэ озвучила Нанами Асари в двух мобильных играх медиафраншизы The Idolmaster: The Idolmaster Cinderella Girls и The Idolmaster Cinderella Girls: Starlight Stage. В конце октября получила главную роль Котонэ Кадзаиро в аниме-сериале RPG Real Estate (2022), в рамках которого совместно с Хиной Кино, Нацуми Каваидой и Манакой Ивами исполнила открывающую музыкальную тему «Make Up Life!».
В полнометражном аниме-фильме Rakudai Majo: Fuka to Yami no Majo (2023) озвучила главную героиню по имени Фука и исполнила от лица своего персонажа тематическую песню «Tokimeki no Kaze ni Notte» (яп. ときめきの風に乗って Токимэки но кадзэ ни ноттэ, «Волнующий полёт»).
В январе 2025 года была утверждена на роль Энн Ширли в одноимённой аниме-адаптации романа «Аня из Зелёных Мезонинов» канадской писательницы Люси Мод Монтгомери, а в марте — на роль Каоруко Вагури в The Fragrant Flower Blooms with Dignity. Трансляция произведений началась в апреле и июле того же года соответственно.

## Избранная фильмография

### Аниме-сериалы
2016
- Danganronpa 3: The End of Hope’s Peak High School — Карэн Кисараги

2017
- In Another World With My Smartphone — Альма[15]
- Shuumatsu Nani Shitemasuka? Isogashii Desuka? Sukutte Moratte Ii Desuka? — Фираколрибия Дорио[16]
- The Laughing Salesman New — Юмэ Мамано
- Tsuki ga Kirei — Сакура Танака[17]
- «Цугумомо» — Татами Тадата

2018
- Asobi Asobase — председательница ученического совета[20]
- Between the Sky and Sea — Руби Адзуми[19]
- Katana Maidens: Toji No Miko — Санаэ Ивакура
- Merc Storia — принцесса Сародия
- Pazudora — Сакура Удзуки
- Planet With — Хироко Ока
- Working Buddies! — Пэкко Росихара
- «Убийца Гоблинов» — Мудрец

2019
- Hachigatsu no Cinderella Nine — Томоэ Кавакита[28]

2021
- Edens Zero — Сяомэй[29]

2022
- In the Heart of Kunoichi Tsubaki — Тампопо[30]
- Legend of Mana: The Teardrop Crystal — Диддл
- Ninjala — Гумчи[31]
- Raven of the Inner Palace — Рэйдзё (в детстве)
- RPG Real Estate — Котонэ Кадзаиро[22]
- Slow Loop — Айко Ниномия[32]

2023
- A Galaxy Next Door — Сакура
- Edens Zero (второй сезон) — Сяомэй
- In Another World With My Smartphone (второй сезон) — Альма
- Record of Ragnarok II — Хлокк[33]
- Shy — Дайго Коисикава
- «Убийца Гоблинов» (второй сезон) — Мудрец

2024
- ’Tis Time for «Torture», Princess — Инки[34]
- I’ll Become a Villainess Who Goes Down in History — Кэрол
- Kumarba — Нэкорун[35][36]
- Shy (второй сезон) — Дайго Коисикава

2025
- Anne Shirley — Энн Ширли[26]
- Honey Lemon Soda — Юру Хасимото
- I Left My A-Rank Party to Help My Former Students Reach the Dungeon Depths! — Персефона (юная форма)
- The Fragrant Flower Blooms with Dignity — Каоруко Вагури[27]

TBA
- Magical Girl Raising Project Restart — Печка[37]
- Rebuild World — Шерил[38]

### Аниме-фильмы
- 2016 — Shimajiro to Ehon no Kuni ni — Сирорин 2[7]
- 2021 — Aria the Crepuscolo — Ундина
- 2021 — Tropical-Rouge! Pretty Cure the Movie: The Snow Princess and the Miraculous Ring! — Хован
- 2023 — Rakudai Majo: Fuka to Yami no Majo — Фука[24]

### OVA/ONA
- 2017 — Pokémon Generations — дочь[14]
- 2019—2021 —SD Gundam World Sangoku Soketsuden — Сяо Цяо Джи Эн Арчер
- 2019 — «Школьные войны: Волки Запада» — Экисай[39]
- 2020 — Ninjala — Гумчи
- 2020 — Yuuna and the Haunted Hot Springs — Хибари Амэно[40]
- 2021 — SD Gundam World Heroes — Сяо Цяо Джи Эн Арчер
- 2024 — Duel Masters Lost: Gekka no Shinigami — Криста
- 2024 — Duel Masters Lost: Tsuioku no Suisho — Криста[41]
- 2024 — Romantic Spice Capsaiji Densetsu — Акира[42]

### Спешлы
- 2022 — Ora mo Minna 30-shunen Anibashiri SP — Момоко Токивада (в прошлом)[43]

### Компьютерные игры
2016
- Crystal of Re:union — Эльза[44]
- Enkan no Pandemika: Code «S» — Мадока Нанари[45]
- Puyo Puyo Chronicle — Элли[46]
- Puyopuyo!! Quest — Элли, Фэй, баранец
- Starly Girls: Episode Starsia — Альтаир[47]
- Taiko no Tatsujin: Dokodon! Mystery Adventure — Тиа

2017
- Between the Sky and Sea — Руби Адзуми[18]
- Girl Friend Beta — Каору Араи
- Hachigatsu no Cinderella Nine — Томоэ Кавакита
- White Cat Project — Сафира[48]

2018
- Aozora Under Girls! — Рурика Цубаки[49]
- Crystar — Сэн Мэгумиба[50]
- Kosei Shojo: Do the Scientists Dream of Girls’ Asterism? — Пири Элла У[51]
- Puyo Puyo Champions — Элли
- Tokimeki Idol — Мидори Татикава[52]

2019
- Katana Maidens: Toji No Miko — Kizamishi Issen no Tomoshibi — Санаэ Ивакура[53]
- Tokyo 7th Sisters — Кёко У. Уэсуги[54]
- Wizard’s Symphony — Феррин[55]

2020
- Clearworld — Мари Химэхара[56]
- Project Tokyo Dolls — Экс, Дио[57]
- Puyo Puyo Tetris 2 — Элли[58]
- Quiz RPG: The World of Mystic Wiz — Ториче Прести
- Valkyrie Anatomia — Фенрир[59]
- Vivid Army — Тина[60]
- Wild Girls — Мэтти[61]

2021
- Epic Seven — Люси[62]
- Kanda Alice mo Suiri Suru — Канан Цуруми[63]
- Senjin Aleste — Латона Фрэнсис[64]
- The Idolmaster Cinderella Girls — Нанами Асари[21]
- The Idolmaster Cinderella Girls: Starlight Stage — Нанами Асари
- World Flipper — Фи Ноноа[65]

2022
- Arknights — Ханиберри
- Azur Lane — Эмден[66]
- Dragon Quest X Online — принцесса Рита
- Dragon Quest X: Rise of the Five Tribes Offline — принцесса Рита
- Kirara Fantasia — Котонэ Кадзаиро[67]
- Monster Strike — Момон
- Path to Nowhere — Раффер
- Trinity Trigger — Фирн[68]
- Uma Musume Pretty Derby — Астон Матян[69]

2023
- Brown Dust 2 — Рефитея
- Crymachina — Хаят[70]

2024
- Goblin Slayer Another Adventurer: Nightmare Feast — Мудрец
- Path to Nowhere — Гестия
- Princess Connect! Re:Dive — Соно[71]
- Prison Princess: Trapped Allure — Финанке[72]
- Toho Scarlet Diabolique Fantastica — Румия[73]
- Uma Musume Pretty Derby: Party Dash — Астон Матян

2025
- Bokujo Monogatari: Let’s! Kaze no Grand Bazaar — Сигин

### Спектакли
- 2022 — Fate Grand Order the Dramalogue — Avalon le Fae — Безымянная Фея[74]

## Дискография
Примечание: Все произведения выпущены на лейбле Clinck Records.
| №            | Название                                                   | Дата выпуска       | Номер        |
| Мини-альбомы | Мини-альбомы                                               | Мини-альбомы       | Мини-альбомы |
| ------------ | ---------------------------------------------------------- | ------------------ | ------------ |
| 1-й          | First Flight (яп. ファースト・フライト)                    | 28 декабря 2016 г. | LUX-8001     |
| Синглы       |                                                            |                    |              |
| 1-й          | «Sparkling Chinatown» (яп. スパークリング・チャイナタウン) | 28 июня 2017 г.    | LUX-8002     |